# 真かまいたちの夜 11人目の訪問者
『真かまいたちの夜 11人目の訪問者』（しんかまいたちのよる じゅういちにんめのサスペクト）は、チュンソフトから発売されたゲームソフト。2011年12月17日にPlayStation 3版およびPlayStation Vita版が発売された。

## 概要
『かまいたちの夜』シリーズの第4作。前作『かまいたちの夜×3 三日月島事件の真相』で物語が完結していることもあり、登場人物や舞台を一新して作られている。
「原点回帰」をテーマとしており、吹雪で閉ざされたペンションが舞台となるなど、第1作『かまいたちの夜』に雰囲気を似せている。
シリーズで初めてキャラクターボイスを採用。ただし、ミステリーとしての面白さが損なわれるとの理由でフルボイスではなく、キャラクターが喋るのは重要な場面のみ。
2～3作品目と同じくグラフィックは全て3DCGで制作されており、より自然な3D演出が実現されており、カメラワークを使った演出や、キャラクターが動いて演技するシーンなどを取り入れている。
シナリオライターは第一作から参加している我孫子武丸や麻野一哉の他、新たに黒田研二、小林泰三、田中哲弥、汀こるもの、山口芳宏といった作家陣や、本作のディレクターである醍醐頼希が執筆している。メインシナリオである「ミステリー編」は黒田研二が執筆しており、我孫子武丸は全ストーリーの監修と一部サイドストーリーの執筆を担当。
一部のサイドシナリオは課金ダウンロードコンテンツとなっており、別途料金が必要となる。
2013年4月25日より廉価版として、PS3版が「PlayStation 3 the Best」、PS Vita版が「PlayStation Vita the Best」としてそれぞれ再発売された。これに合わせてダウンロードコンテンツが一部無料化および値下げとなった。

## ストーリー
本編にあたるメインシナリオである「ミステリー編」をクリア後、特定のしおりを入手するなどの条件を満たすことで、他のシナリオをプレイすることができる。一部のシナリオはPlayStation Storeから有料・無料ダウンロードする必要がある。
一度、「ミステリー編」の事件解決の「完」エンディングを見て「ピンクのしおり」を入手すると、事件を未然に防ぐもうひとつの「完」エンディングを見ることが可能になり、「赤のしおり」を入手できる。
ミステリー編
小説家志望の坂巻快人は作品の取材のため、妖怪伝説が数多く残る岩手県遠野市にあるペンション「ブラウニー」へ訪れる。そこで偶然にも、大学時代に仲のよかった立花京香と3年ぶりに再会。しかし彼女は、就職先の上司である池谷雅也と共に訪れていて、互いに名前で呼び合うなど親しげな雰囲気であった。
烏飼優太が営むペンション「ブラウニー」では、神林龍之介・ローズ夫妻、看護師の卵である梅園みゆきと新貝沙都美、アニメオタク青年のオーモリ、「ボッコちゃん」にそっくりの少女・白河雪乃、人目を避けている謎の男・黒井爽一郎といった個性的な面々と、一夜を共にすることになる。
予定宿泊客が10人のはずのブラウニーに、なぜか11人訪れている不可解な状況の中、「今夜7時のサプライズ・パーティーをお楽しみに」というメッセージカードが宿泊客たちの部屋に置かれていた。そして7時になると、宿泊客の一人の赤城恵美が、男性用の露天風呂で死体となって発見される。さらには、猛烈な吹雪と雪崩によりペンションへの道が閉ざされ、脱出はおろか警察さえも介入できないクローズド・サークルと化してしまう。快人は京香と共に、事件の真相を探り始めるのであった。
ビンゴ編
坂巻快人はこれまで不幸な出来事の連続で、執筆した小説を7本も紛失していた。最後のチャンスとの思いで遠野を訪れ、立ち寄った卯子酉神社でお参りをした際に、罰当たりな行為をしていると「ビンゴ!」という謎の掛け声を聞く。その後、極めて不可解な体験のもと、無くしていた小説が次々に戻ってくる。神罰により、坂巻快人は顔と声を変えられ、京香との記憶も失くしていた。
ミステリー編の「完」エンディングを2種とも見て「赤のしおり」を入手するとプレイ可能。
スパイ編
ブラウニー内に隠された「あるもの」の奪取するため、日本政府の諜報機関の一員であった立花京香がテロリスト組織に捕らわれてしまう。坂巻快人は京香の同僚である梅園みゆきから、麻酔銃とペンションの地図を渡され、占拠されたブラウニーを舞台に、テロリスト達と対決するサスペンス色の強い物語。
ミステリー編の「完」エンディングを2種とも見て「赤のしおり」を入手するとプレイ可能。
死神編
ブラウニーの露天風呂で、宿泊客の一人である赤城恵美の死体が発見される。その直後から黒井爽一郎が行方不明となり、彼を犯人と決め付けた池谷雅也を中心に、ペンション内外の捜索が始まる。
特定の条件で死神の笑い声が響く《死神のルール》という謎の制約の中、「完」エンディングを見るには選択肢の選び方が重要となる。
ビンゴ編とスパイ編の「完」エンディングを見て「ボッコちゃんのしおり」を入手するとプレイ可能。
妖怪編
皆が食堂に集まった中、奇天烈な格好をしたオーモリが、奇声を上げながら廊下を歩いてきた。何やら様子がおかしい彼に事情を聞くと、自分の部屋にボッコちゃんが現れたと主張する。誰も本気にしないでいると、本当に「ボッコちゃん」と名乗る赤い座敷わらしが現れる。その後も次々と妖怪が現れて食堂が大騒動となるコメディ色の強い物語。
ビンゴ編とスパイ編の「完」エンディングを見て「ボッコちゃんのしおり」を入手するとプレイ可能。
異次元少女ポポリン編
アニメ『異次元少女ポポリン』の小説版という設定の物語で、第1話と第52話（最終話）の内容が読める。選択肢は無くストーリーは一本道で進む。
ミステリー編の「完」エンディングを見て「ピンクのしおり」を入手すると、ミステリー編の各所に隠された原稿用紙（小説の切れ端）を見つけることが可能になり、全8枚を順番に集めることで徐々に続きが読めるようになっていく。ルート自体はミステリー編からの分岐扱いとなっており、読了後は再び同編に戻されるため、専用のスタッフロールはない。本シナリオ自体は読了率やしおりの出現に影響しないものの、原稿用紙を発見することが新たな選択肢の出現やトロフィーの入手に影響する。
犯人当て -鎌鼬の夜編-
妖怪「かまいたち」の伝承が伝わるブラウニーにて、ラウンジに飾られていた、かまいたちの鎌の刃先が何者かによって盗まれ、その凶器により浴場で神林龍之介が殺害されてしまう。烏飼オーナーはかまいたちの仕業だと怯えるが、殺人犯が宿泊客の中にいると推理した坂巻快人は、事件の真犯人を突き止めようとする。
本編よりもミステリー色が強く、「作者からの挑戦状」と銘打っている。読了率やしおりの入手には影響しない。
「問題編」と「解決編」に分かれており、問題編はミステリー編の「完」エンディングを見て「ピンクのしおり」を入手するとプレイ可能。解決編は2011年12月22日より情報解禁され、問題編をクリア後、公式サイトで発表されたパスワード「p8ts6efrz」を入力するか、同日配信開始の無料ダウンロードすることでプレイできる。
上記の他、死神編と妖怪編の「完」エンディングを見て「黒のしおり」を入手後、特定の箇所から隠しテキストを見ることができる。これを見ると「金のしおり」を入手し、特定の箇所から全11種の謎の怪文書を見ることが可能になり、それらすべてを見ると「プラチナのしおり」を入手できる。いずれも読了率には影響しない。

### ダウンロードシナリオ
いずれもミステリー編の「完」エンディングを見て「ピンクのしおり」を入手後、PlayStation Storeからダウンロードすることでプレイ可能。配信当初は「犯人当て」の解決編を除き各410円だったが、廉価版の発売に合わせて2013年4月25日より「混浴編」は無料、その他は各205円に価格改定された。下記の他、「犯人当て -鎌鼬の夜編-（解決編）」もダウンロードで入手可能だが、これのみ前述のようにパスワードでの解禁手段がある。いずれもシナリオも読了率やしおりの入手には影響しない。
混浴編
食事の後、美肌効果があるというブラウニーの温泉に浸かろうとする坂巻快人とオーモリ。だが男湯に入ったはずが、なぜか梅園みゆきと新貝沙都美が脱衣所に現れ、服を脱ぎ始める。慌てる快人だが、オーモリの提案により女性のフリをしてその場をしのぐことになる。
シリーズ恒例のちょっとエッチなシナリオに相当し、性的描写が強い。
2011年12月22日配信開始。配信当初は有料ダウンロードだったが、2013年4月18日に有料での配信が一旦終了し、廉価版の発売に合わせて2013年4月25日より改めて無料での配信が開始された。
みゆきとサトミ編
梅園みゆきが主人公となる外伝ストーリー。本編から3年前を舞台に、看護学校に通い始めた梅園みゆきと、新貝沙都美の馴れ初めが書かれるシナリオ。途中の選択肢を除いて基本的に文章は表示されず、ほぼフルボイスの音声のみで物語が進む。バックログではテキストを読むことが可能。
2011年12月22日配信開始。
犯人当て -魔女審問編-
立花京香が主人公となるストーリー。京香とかつて親しい間柄だった坂巻快人が、部屋で何者かに刃物で刺されて殺害される。宿泊客の皆は、事件を解決しようとするあまり、犯行の動機やアリバイを確認し合うなど、さながら魔女狩りの様相を呈した疑心暗鬼の状態へと陥ってしまう。京香は彼らの話を聞いて、この事件の謎を解くことになる。
本編よりもミステリー色が強く、「鎌鼬の夜編」同様に「作者からの挑戦状」と銘打っている。
「問題編」と「解決編」に分かれており、問題編は2012年1月26日より有料ダウンロード配信、解決編は2012年2月2日から無料ダウンロード配信。第二章の「京香との再会シーン」からの分岐により、ルート突入できる。
超次元探偵O編
オーモリが主人公のストーリー。ボッコちゃんのフィギュアを手に入れようとブラウニーへやってきたオーモリだが、いろいろと邪魔が入り売ってもらうことができない。特殊能力「地球間移動」を使い目的を達成しようとするも、謎の殺人事件に巻き込まれそれどころではなくなってしまう。そこでオーモリは特殊能力を駆使し、事件を解決しようとする。
基本的にはミステリー編をオーモリ視点で描くシナリオだが、パラレルワールド間の地球を行き来できる特殊能力「地球間移動」が登場するなどSF要素が強い。世界間を移動するという能力により、一部スパイ編や妖怪編など設定が異なるシナリオの内容も含まれる。
2012年1月26日配信開始。

### マルチプレイ
みんなでかまいたち
1ルーム最大100人のユーザーで挑むネットワーク推理対戦ゲーム。
詳細は#みんなでかまいたちの節を参照。2014年1月20日サービス終了に伴いプレイ不可能になった。
ふたりでかまいたち
ブラウニーで偶然憧れの人である京香と再会した快人は、この機会に仲を深めようと夜の散歩に連れ立ったが、猛吹雪に見舞われて車の中に避難する。ところが、車を走り出して間もなく雪道でスリップして崖下へ放り出されてしまい、幸い怪我はなかったものの車が故障したため、二人は方角も分からないままブラウニーを目指して真っ暗な雪道を歩き出すことになる。
その道中、「遠野物語」のクイズの書かれた立て札があり、正解を辿れば帰れると思った2人はクイズに解答していくことになる。その後、小屋を見つけた二人はそこに避難するが、穴だらけで藁で塞いだものの、直後に雪崩が発生してしまい、絶体絶命のピンチに陥る。
PlayStation Vita版のみ収録のモードで、PS2版『かまいたちの夜2』の「ラブテスター篇」に相当するシナリオ。PS Vitaの左側を快人（男性）役、右側を京香（女性）役が持ち、前面/背面タッチを使用する。二人同時に出る選択肢の組み合わせや、時折出現するミニゲームの結果により相性を占っていき、相性が良いほどシナリオを先へと読み進めることが可能になる。

### 体験版限定シナリオ
PlayStation Vitaの体験版限定のシナリオで、製品版ではプレイできない。
消えたボッコちゃん
坂巻快人は、一階でオーモリと立花京香が口論しているのを目撃する。事情を聞いてみると、少し目を離した間に、オーモリが大事にするアニメキャラクターボッコちゃんのテレフォンカードが消えたという。このテレカを京香が盗んだと主張するオーモリに対し、快人は彼女の無実を証明するため、調査を開始する。

## しおり
特定の条件を満たすとしおりが挟まれ、見られるシナリオが増加する。過去作品と違い、バッドエンディングはしおりの入手に影響しない。
ピンクのしおり
「ミステリー編」で事件を解決し「完」エンディングを迎えることで出現する。「ミステリー編」のもうひとつの「完」エンディング、「異次元少女ポポリン編」と「犯人当て -鎌鼬の夜編-（問題編）」のシナリオが追加され、さらに各種DLCシナリオをPlayStation Storeからダウンロードしてプレイすることが可能になる。
赤のしおり
「ミステリー編」のもうひとつの「完」エンディングを迎えることで出現する。「ビンゴ編」と「スパイ編」のシナリオが追加される。
ボッコちゃんのしおり
「ビンゴ編」と「スパイ編」の「完」エンディングを迎えることで出現する。「死神編」と「妖怪編」のシナリオが追加される。
黒のしおり
「死神編」と「妖怪編」の「完」エンディングを迎えることで出現する。特定の箇所から隠しテキストを見ることが可能になる。
金のしおり
隠しテキストを見ることで出現する。特定の箇所から全11種の謎の怪文書を見ることが可能になる。
プラチナのしおり
全11種の謎の怪文書を見ることで出現する。

## 登場人物
本編の「ミステリー編」に準じて解説。各登場人物の設定はストーリーによって多少変わる場合がある。主人公とヒロインの名前は固定されており、変更不可能。
坂巻 快人（さかまき かいと）
声 - 中村悠一
本作の主人公。24歳、身長172cm。小説家志望の青年。昼は執筆活動、夜は皿洗いのバイトを送る毎日。性格は温和で人当たりが良いがツキが無く、これまで7本の長編小説を完成させたが、どれも不運な出来事で紛失してしまう。体型は痩せ型でやや非力だが、優れた洞察力を持つ。
新作の取材のため遠野を訪れるが、そこで偶然にも大学時代の同級生・立花京香と久しぶりの再会を果たす。
立花 京香（たちばな きょうか）
声 - 小清水亜美
本作のヒロイン。24歳、身長160cm。ショートカットでボーイッシュな女性。快人とは大学時代の同級生で親しい間柄だった。卒業後、大手出版社に務めており、卯子酉神社の取材のため、上司の池谷と共に遠野を訪れる。世話焼きな性格で困っている人を見ると放っておけず、宿泊客であるにもかかわらず忙しそうなオーナーを見かねて飛び入りでペンション「ブラウニー」を手伝う。積極的で周囲を引っ張る性格だが、逆にそれが災いして周囲がフォローに入ったりもする。
白河 雪乃（しらかわ ゆきの）
声 - 花澤香菜
16歳、身長145cm。小柄で人見知りをする内気な少女。体も丈夫な方ではないが、なぜか一人でペンション「ブラウニー」にやってきた。おかっぱ頭の外見で、オーモリの好むアニメキャラクター「ボッコちゃん」にそっくり。
池谷 雅也（いけたに まさや）
声 - 緑川光
35歳、身長185cm。筋骨隆々で冷静沈着な偉丈夫。旅行雑誌『月刊らんらんとらべる』の編集長で、京香の上司にあたる。誰よりも率先して動く行動力と冷静な分析力を併せ持っている。
烏飼 優太（うかい ゆうた）
声 - 藤原啓治
40歳、身長175cm。ペンション「ブラウニー」のオーナー。バンダナと眼鏡を着用した、人の良さそうな中年男性だが、仕事が多忙のため少々手際が悪い部分も見せる。
オーモリ
声 - 杉田智和
27歳、身長155cm。フルネームは不明。でっぷりと太った体型に、ピンクのハートのシャツを着た青年。重度のアニメオタクで、現実の女性には興味を示さない。協調性がなく、たびたび空気を読まない発言をする。
アニメ『異次元少女ポポリン』の大ファンで、同作の登場キャラクター「ボッコちゃん」の貴重な非売品フィギュアが存在すると聞きつけてペンション「ブラウニー」を訪れており、即金で50万円出すから譲ってくれとオーナーに持ち掛ける。
梅園 みゆき（うめぞの みゆき）
声 - 植田佳奈
21歳、身長165cm。看護学校に通うナースの卵。ストレートヘアーで眼鏡をかけた読書家の女性。清楚でおとなしそうな外見だが、全国大会で入賞経験もある空手の有段者である。
柳田國男の『遠野物語』を読み、遠野の伝承などに興味を持っている。
新貝 沙都美（あらがい さとみ）
声 - 小笠原亜里沙
21歳、身長153cm。みゆきの親友で看護学校の同級生だが、彼女とは対照的にずぼらな性格で、赤茶けた髪に派手な身なりをした今時のギャル。明るく元気だが、頭が悪い言動が多い。
半ばみゆきに無理やり連れて来られたため、民話などには興味がない。夢野未来のファン。
神林 龍之介（かんばやし りゅうのすけ）
声 - 平野正人
56歳、身長175cm。白髪混じりの熟年紳士。普段は温和で気さくな性格で行動力に優れるが、興奮すると我を失う短気なところもある。
妻のローズとは今年で結婚25年目の銀婚式にあたり、ふたりの出会いのきっかけとなった卯子酉にお参りしに来た。
神林 ローズ（かんばやし ローズ）
声 - 一城みゆ希
53歳、身長170cm。龍之介の妻。いつも落ち着いている上品な西洋系の淑女。外国人であるが日本生活が長いため流暢な日本語を使いこなす。事件中も取り乱さず冷静な対応をするが、犯人探しには消極的な姿勢を保つ。手相占いが得意。
黒井 爽一郎（くろい そういちろう）
声 - 金野潤
20歳、身長180cm。寡黙な男性。サングラス、帽子、トレンチコートという怪しい風体の男。ほとんど会話もせず、他の客との関わりを避けている。
赤城 恵美（あかぎ えみ）
声 - 星野千寿子
40歳、身長162cm。当日のペンション「ブラウニー」の宿泊客で最初にチェックインしていたらしい謎多き女性。ミステリー編では最初の犠牲者として、露天風呂で遺体として発見される。他のサブシナリオでは彼女の存在そのものが削られている場合もある。
夢野 未来（ゆめの みき）
『白銅』で全日本ノベル大賞を受賞した人気小説家。覆面作家であり、素顔は一部の者しか知らない。快人の目標でもある。

## みんなでかまいたち
1ゲーム最大100人がオンラインで対戦するカード型推理ゲーム「みんなでかまいたち」も内蔵されている。2014年1月20日13時をもってサービスの提供を終了し、選択してもプレイできなくなった。
一日毎に捜査、偵察、推理などを行い誰が先に正解に辿り着くかを競う。ゲームの設定条件次第で犯人が嘘をついたり、犯人に脅された嘘つきも登場する。1ゲーム毎に日数が定められていて、日数が経過すればそのゲームは終了となる。この場合の日数とは、現実の日数である。
ゲームに参加していない時は、参加するゲームを難易度やルール設定が異なる複数の部屋の中から選ぶ。入室後は部屋の変更は出来ず、プレイヤー募集期限が切れた翌日からゲーム開始となる。ただし、入室した人数が9人以下だった場合にはゲームは開始されず、再度参加するゲームを選ぶことになる。
捜査
容疑者達から証言を得られる。犯人と嘘つき以外は偽証しない。犯人はゲームの設定により、0％、50％、100％の確率で嘘をつく。この場合の50％とは質問ごとに対する確率であるため、ある質問に嘘をついたからといって他の証言もすべて嘘であることにはならない。
誰かが必ず何かの持ち物を持っている。その中で犯人の持ち物が凶器となる。持ち物は持ち主が重複することは無い。
場所も複数あり、それぞれ必ずどこかの場所に居たことになる。ただし、誰もいなかった場所が存在することはある。また、死体の隠し場所には必ず犯人がおり、犯人以外が居ることは無い。
証言を得られるのは以下の内容。ただし、一人に対してそれぞれ一度しか尋ねることが出来ない。
得られた証言は手札として所持する。
- 犯人の情報
- 凶器の情報
- 場所の情報
- 何を持っているか
- どこにいたか

1日毎にゲームの設定回数だけ捜査可能回数が増えていく。回数上限もゲームの設定で定められている。
偵察
同じゲームに参加している他プレイヤーから手札を1枚覗き見ることが出来る。プレイヤーは任意の手札を防御することも出来る。ただし防御は翌日から有効となる。また、防御されたカードも、偵察の権利を一度に3回分消費することで覗き見ることが可能である。
1日毎にゲームの設定回数だけ偵察、防御可能回数が増えていく。回数上限もゲームの設定で定められている。
推理
マトリックスは容疑者、凶器・場所で行列の表になっており、そこに○か×かを埋めていく。一日に一度だけ推理が出来、マトリックスの○×が正しいかを判定できる。正解すれば、その枠の分だけポイントが貰え、一枠でも外せば不正解で減点される。正解時に貰えるポイントは、初日が一番多く日数が経つにつれ減っていく。逆に不正解時の減点は初日が一番小さく日数が経つにつれ大きくなっていく。犯人、凶器、死体の隠し場所を当てるとクリアとなり、さらにマトリックスを全部正しく埋めるとコンプリートとなる。
ざしきわらし
ざしきわらしカードがゲームの設定枚数に達すると、ざしきわらしに示した中に正解が含まれているかどうかを尋ねることが出来る。ただし、尋ねるのは、犯人、凶器、死体の隠し場所、それぞれにつき1日1回に限られている。
コイン
1日毎にゲームの設定枚数だけコインが増えていく。保有上限もゲームの設定で定められている。このコインを消費することで、捜査や偵察などの回数を増やしたり、ざしきわらしカードを購入したり出来る。1日に支給される金貨の枚数は、クリアの翌日から増やされる。そのため、早期にクリアすることで、よりコンプリートを目指しやすくなる。
日々集計
毎日夜中の3：00から5：00は定期メンテナンスが行われ、ゲームの1日終了処理やランキングの集計などがされるので、その日のプレイは定期メンテナンスまでに終える必要がある。

## かまいたちの夜 プレミアムファンディスク
本作の予約特典DVD。以下の特典映像が収録されている。
プロジェクトK 〜初代かまいたちの夜を創った男たち〜
シリーズ第一作『かまいたちの夜』の制作に関わった中村光一（製作総指揮）、麻野一哉（監督・監修）、我孫子武丸（脚本）の3人が一堂に会し当時を振り返るドキュメント番組形式の映像。
伊集院光の『真かまいたちの夜』に挑戦！
伊集院光が本作を初めてプレイしながらトークする模様を収めた映像。
ちょっとおかしな かまいたちの夜
公式サイトで配信された宣伝動画シリーズ『ちょっとおかしな かまいたちの夜』全13話を収録したもの。スーパーファミコン版『かまいたちの夜』のグラフィックを再現したショートストーリー群。

## 関連商品
公式ガイドブック
- 『真かまいたちの夜 11人目の訪問者 公式ガイドブック』 ISBN 978-4-04-727774-8 / ファミ通責任編集、2011年12月28日
ミステリー編の攻略、設定資料、原画イラスト、開発スタッフ・作家・声優によるインタビュー、汀こるものによる書き下ろしシナリオ「13人目の訪問者」等を収録。

オリジナルサウンドトラック
- 『真かまいたちの夜 11人目の訪問者 オリジナルサウンドトラック』 2011年12月28日